# Dar Salah
Dar Salah (àrab: دار صلاح, Dār Ṣalāḥ) és una vila de la governació de Betlem, al centre de Cisjordània, situada 6 kilòmetres a l'est de Betlem. Segons l'Oficina Central d'Estadístiques de Palestina (PCBS), tenia 4.245 habitants en 2016.
A partir de febrer de 2015, Dar Salah tenia l'única granja d'estruços als territoris palestins, un projecte únic per un granger local.